# Écaussinnes-d'Enghien
Écaussinnes-d'Enghien is een dorp in de Belgische provincie Henegouwen, en een deelgemeente van de Waalse stad Écaussinnes. Tot 1 januari 1977 was het een zelfstandige gemeente.

## Bezienswaardigheden
- De Sint-Remigiuskerk (Eglise Saint-Remy) is een classicistisch kerkgebouw van 1785.
- Het Viaduc de Mâlon-Fontaine van 1842 is een spoorbrug met negen bogen.
- De Moulin de Combreuil is een bovenslagmolen op de Sennette
- De Moulin de la Follie (ook: Moulin de Ramponneau) is een bovenslagmolen op de Sennette
- De Moulin Brûlé is een turbinemolen op de Sennette
- De Moulin Delcourt is een bovenslagmolen op de Mignault
- Het Château de La Follie, vanouds een herenzetel, in de 16e eeuw van burcht tot een woonkasteel omgebouwd,

## Natuur en landschap
In de omgeving van Ecaussines-d'Enghien liggen tal van steengroeven waar blauwe hardsteen wordt gewonnen. Vele daarvan zijn verlaten en deels gevuld met water. De Carrières de Restaumont vormen een natuurreservaat. De Sennette stroomt door de plaats. De hoogte aan de kerk bedraagt 110 meter.

## Demografische ontwikkeling
- Bronnen:NIS, Opm:1831 tot en met 1970=volkstellingen, 1976= inwoneraantal op 31 december

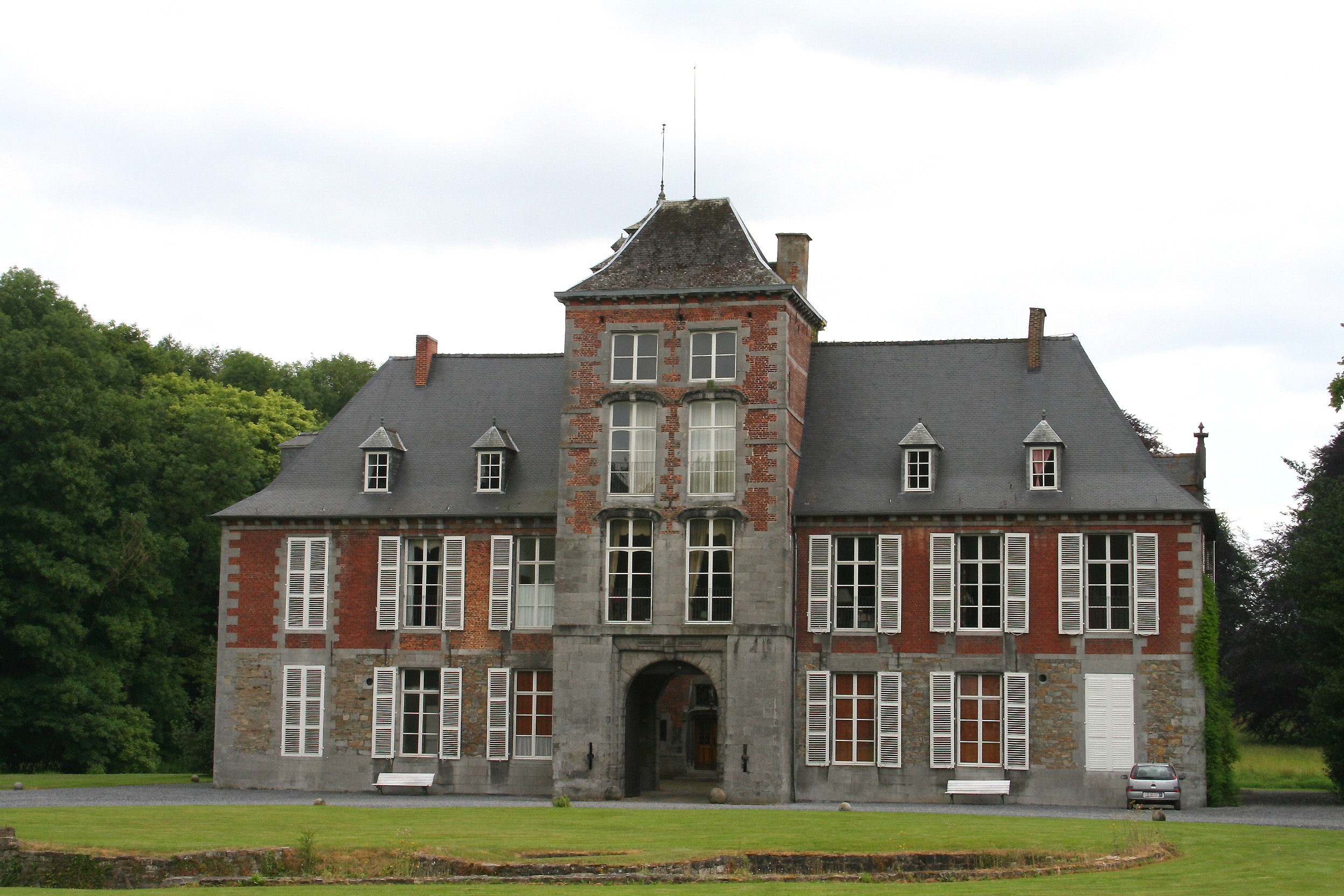
Château de la Follie

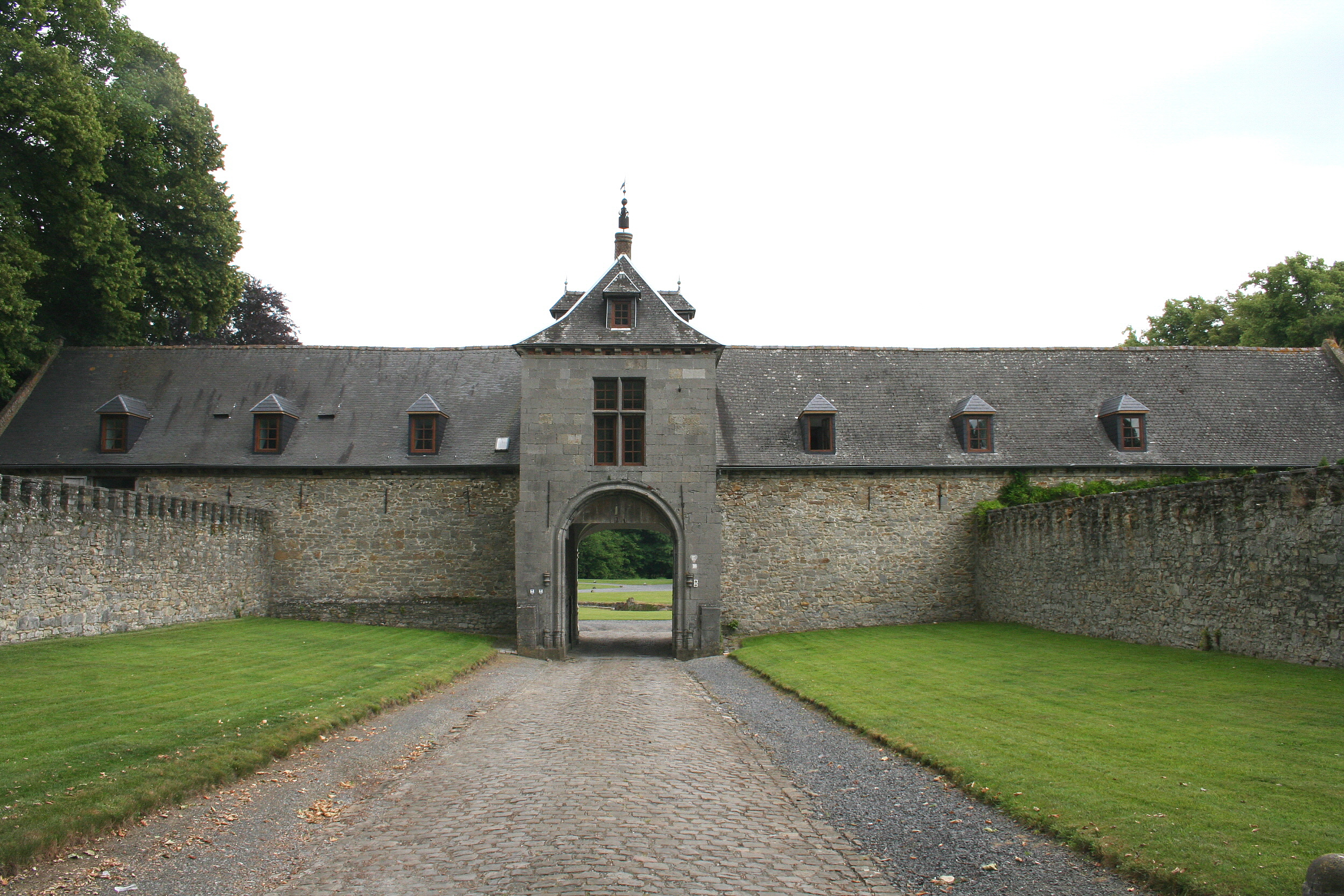
Toegangsgebouw naar het kasteel

## Nabijgelegen kernen
Écaussinnes-Lalaing, 's-Gravenbrakel, Naast, Mignault, Marche-lez-Écaussinnes